# 버로인

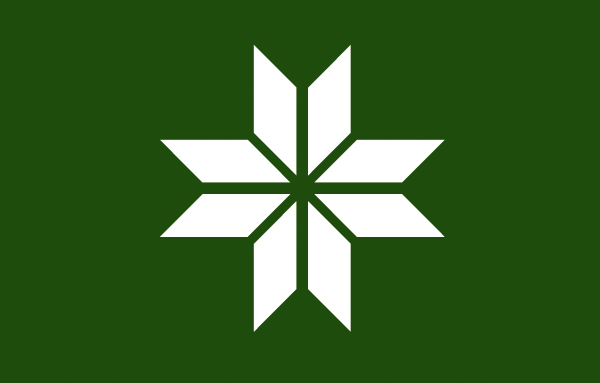

버로인(võrokõsõq)들은 에스토니아 남동부에 거주하는 핀우고르파의 민족이다. 버로어는 핀우고르어파에 속한 언어이다.
인구는 7만명이다.
비로어가 쓰이는 지역은 카룰라, 하르글리, 우르바스티, 리우기, 카네피, 필바, 래피내, 바흐칠리나이다.

## 같이 보기
- 버로어